# Klon strzępiastokory

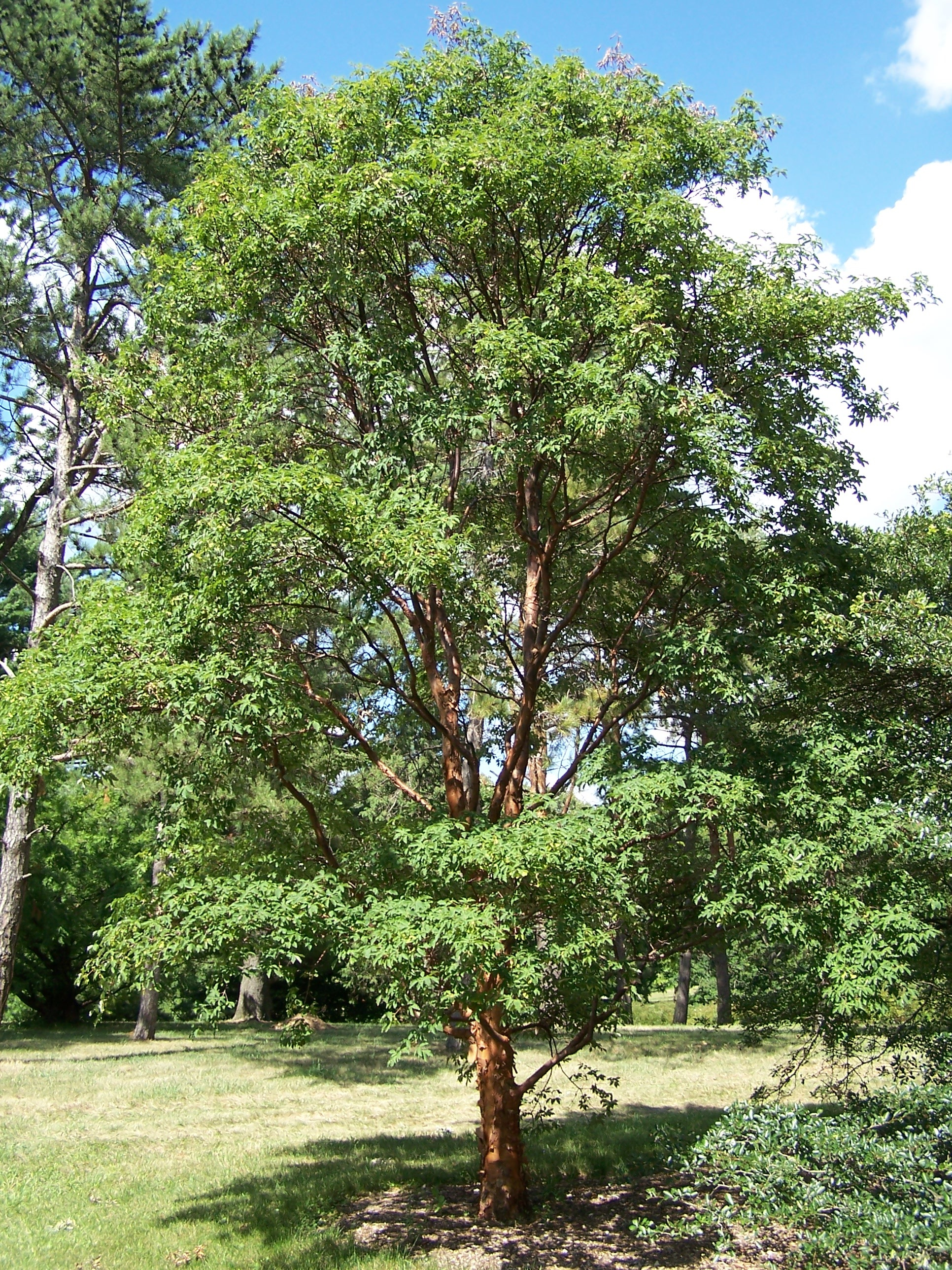

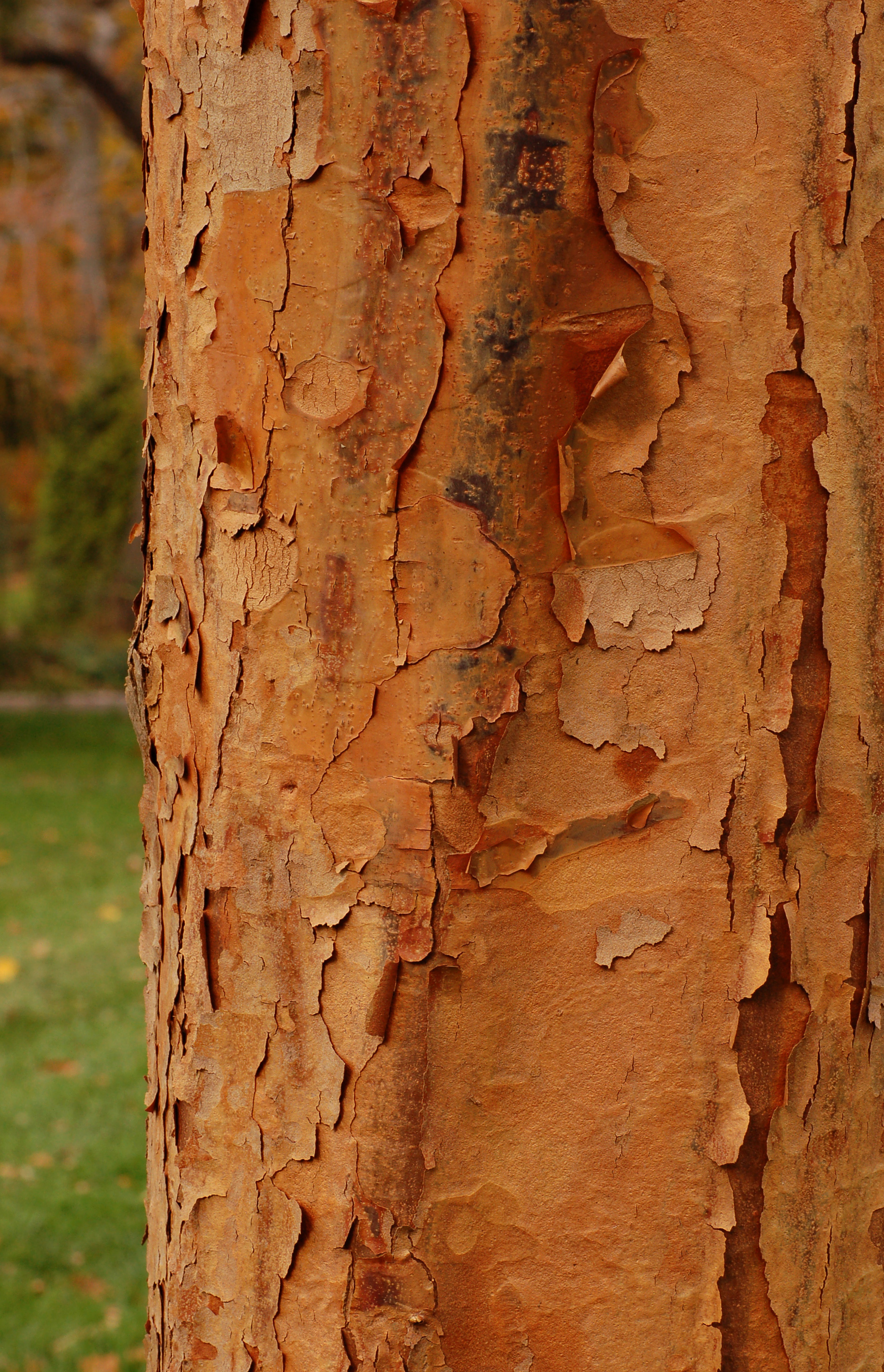
Kora klonu strzępiastokorego

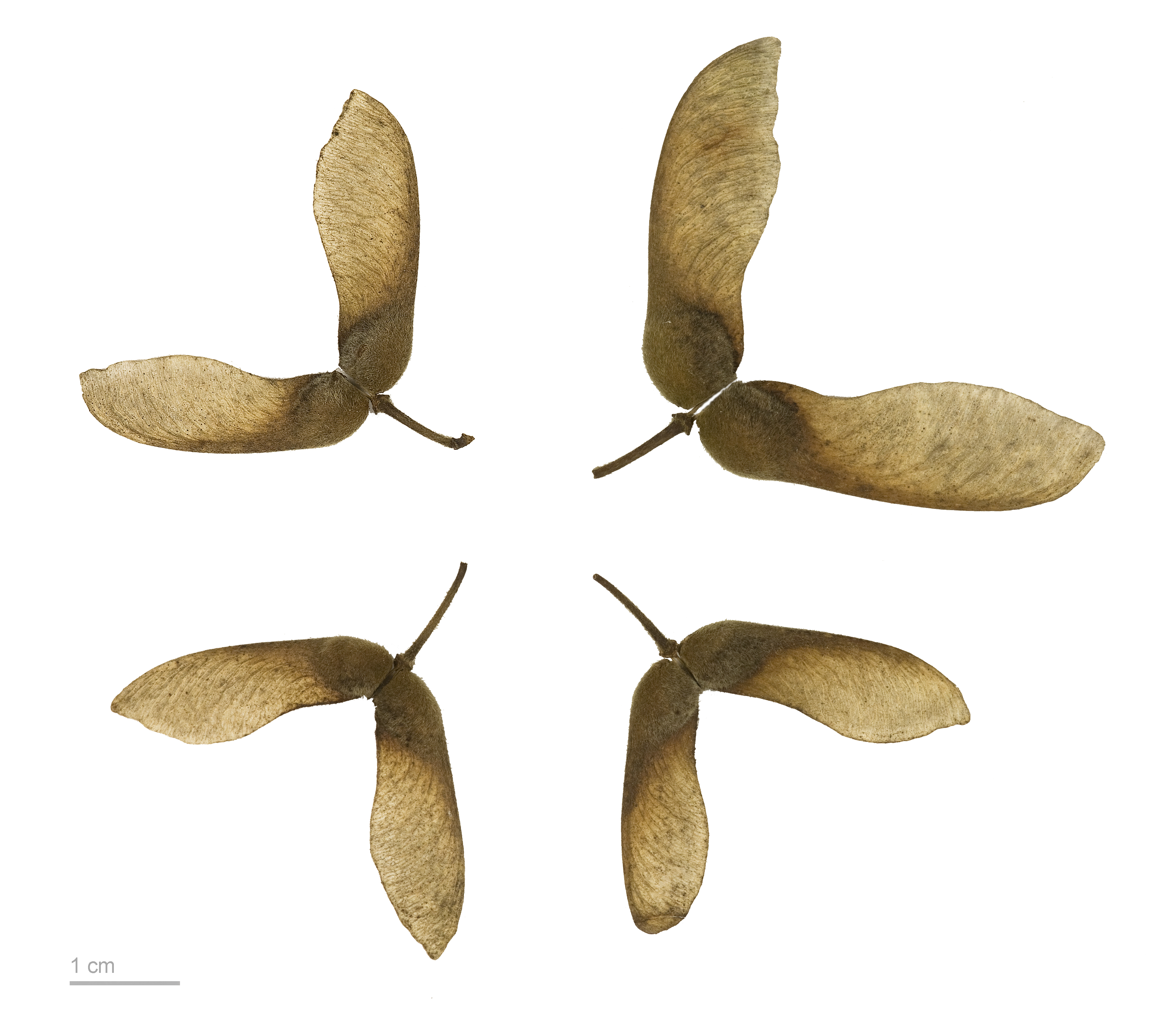
Owoce

Klon strzępiastokory (Acer griseum) – gatunek z rodziny mydleńcowatych (Sapindaceae). W obrębie rodzaju klasyfikowany do sekcji Trifoliata i serii Grisea. Występuje naturalnie w środkowych Chinach (prowincje Gansu, Henan, Hubei, Hunan, Shaanxi i Syczuan).

## Morfologia
PokrójDrzewo dorasta do 15 m wysokości. Kora łuszczy się cienkimi, delikatnymi płatami. Ma czerwonawą lub jasnocynamonowobrązową barwę.
LiścieLiście zbudowane się z trzech listków. Są eliptyczne, z kilkoma parami tępych, dużych ząbków. Środkowy listek ma długość do 10 cm i szerokość do 5 cm. Latem liście są ciemnozielone z góry i niebieskobiałe od dołu. Są gęsto i miękko owłosione. Jesienią liście zmieniają barwę na czerwoną lub pomarańczową.
KwiatyKwiaty są drobne. Mają barwę żółtozieloną. Osadzone są na owłosionych szypułkach.
OwoceOwocami są dość duże orzeszki z jasnozielonymi, szerokimi skrzydełkami do długości 3 cm.

## Ekologia
Gatunek całkowicie mrozoodporny. Preferuje gleby wilgotne, przepuszczalne i wolne od wapnia.